# Collegio di Mid Sussex
Mid Sussex è un collegio elettorale inglese situato nel West Sussex rappresentato alla camera dei Comuni del parlamento del Regno Unito. Elegge un membro del parlamento con il sistema maggioritario a turno unico; l'attuale parlamentare è Alison Bennett dei Liberal Democratici, che rappresenta il collegio dal 2024.

## Estensione

Mid Sussex dal 2010 al 2024

- 1974-1983: i distretti urbani di Burgess Hill e Cuckfield e il distretto rurale di Cuckfield.
- 1983-1997: i ward del distretto di Mid Sussex di Ardingly, Bolney, Burgess Hill Chanctonbury, Burgess Hill Franklands, Burgess Hill North, Burgess Hill St Andrews, Burgess Hill Town, Burgess Hill West, Clayton, Cuckfield, East Grinstead East, East Grinstead North, East Grinstead South, East Grinstead West, Haywards Heath Ashenground, Haywards Heath Bentswood, Haywards Heath Franklands, Haywards Heath Harlands, Haywards Heath Heath, Horsted Keynes, Hurstpierpoint, Keymer, Lindfield Rural, Lindfield Urban e West Hoathly.
- 1997-2010: i ward del distretto di Mid Sussex di Ardingly, Burgess Hill Chanctonbury, Burgess Hill Franklands, Burgess Hill North, Burgess Hill St Andrews, Burgess Hill Town, Burgess Hill West, Cuckfield, East Grinstead East, East Grinstead North, East Grinstead South, East Grinstead West, Haywards Heath Ashenground, Haywards Heath Bentswood, Haywards Heath Franklands, Haywards Heath Harlands, Haywards Heath Heath, Horsted Keynes, Lindfield Rural, Lindfield Urban e West Hoathly.
- 2010-2024: i ward del distretto di Mid Sussex di Ashurst Wood, Bolney, Burgess Hill Dunstall, Burgess Hill Franklands, Burgess Hill Leylands, Burgess Hill Meeds, Burgess Hill St Andrews, Burgess Hill Victoria, Cuckfield, East Grinstead Ashplats, East Grinstead Baldwins, East Grinstead Herontye, East Grinstead Imberhorne, East Grinstead Town, Haywards Heath Ashenground, Haywards Heath Bentswood, Haywards Heath Franklands, Haywards Heath Heath, Haywards Heath Lucastes, High Weald e Lindfield.
- dal 2024: i ward del distretto di Mid Sussex di Ardingly, Balcombe and Turners Hill, Burgess Hill Dunstall, Burgess Hill Franklands, Burgess Hill Leylands, Burgess Hill Meeds and Hammonds, Burgess Hill St Andrews, Burgess Hill Victoria, Cuckfield, Bolney and Ansty, Downland Villages, Hassocks, Haywards Heath Ashenground, Haywards Heath Bentswood and Heath, Haywards Heath Franklands, Haywards Heath Lucastes and Bolnore, Haywards Heath North, Hurstpierpoint, Lindfield e Lindfield Rural and High Weald.

## Profilo
Il collegio si trova nel nord-est del West Sussex, e confina con l'East Sussex; contiene villaggi relativamente piccoli e le città di Haywards Heath e Burgess Hill, le quali sono intervallate da aree verdi, e presentano collegamenti ferroviari con Brighton, l'aeroporto di Londra-Gatwick e la Città di Londra. L'area è anche servita dall'autostrada, con la M23 che lambisce la parte occidentale delle principali città.
I livelli di reddito sono sostanzialmente sopra la media nazionale e i livelli delle case in affitto e di edilizia sociale sono sotto la media nazionale, in particolare nelle città.

## Membri del parlamento
| Elezione | Elezione        | Deputato       | Partito             |
| -------- | --------------- | -------------- | ------------------- |
|          | Feb 1974        | Tim Renton     | Conservatore        |
| 1997     | Nicholas Soames |                | Conservatore        |
|          | Nicholas Soames | Set 2019       | Indipendente        |
|          | Nicholas Soames | Ott 2019       | Conservatore        |
| 2019     | Mims Davies     |                | Conservatore        |
|          | 2024            | Alison Bennett | Liberal Democratici |

## Elezioni

### Elezioni negli anni 2020
| Partito                    | Partito                                         | Candidato                  | Risultati 4 luglio 2024 | Risultati 4 luglio 2024 |
| Partito                    | Partito                                         | Candidato                  | Voti                    | %                       |
| -------------------------- | ----------------------------------------------- | -------------------------- | ----------------------- | ----------------------- |
|                            | Lib Dem                                         | Alison Bennett             | 21 136                  | 39,63                   |
|                            | Conservatore                                    | Kristy Adams               | 14 474                  | 27,14                   |
|                            | Laburista                                       | Dave Rowntree              | 9 397                   | 17,62                   |
|                            | Reform UK                                       | Gary Johnson               | 5 921                   | 11,10                   |
|                            | Verde                                           | Deanna Nicholson           | 2 048                   | 3,84                    |
|                            | Monster Raving Loony                            | Baron Von Thunderclap      | 352                     | 0,66                    |
|                            |                                                 |                            |                         |                         |
| Iscritti                   | Iscritti                                        | Iscritti                   | 75 969                  | 100,00                  |
| ↳ Votanti (% su iscritti)  | ↳ Votanti (% su iscritti)                       | ↳ Votanti (% su iscritti)  | 53 328                  | 70,20                   |
| ↳ Astenuti (% su iscritti) | ↳ Astenuti (% su iscritti)                      | ↳ Astenuti (% su iscritti) | 22 641                  | 29,80                   |
|                            |                                                 |                            |                         |                         |
|                            | Esito: collegio passa da Conservatore a Lib Dem |                            |                         |                         |

### Elezioni negli anni 2010
| Partito                    | Partito                                   | Candidato                  | Risultati 12 dicembre 2019 | Risultati 12 dicembre 2019 |
| Partito                    | Partito                                   | Candidato                  | Voti                       | %                          |
| -------------------------- | ----------------------------------------- | -------------------------- | -------------------------- | -------------------------- |
|                            | Conservatore                              | Mims Davies                | 33 455                     | 53,30                      |
|                            | Lib Dem                                   | Robert Eggleston           | 15 258                     | 24,31                      |
|                            | Laburista                                 | Gemma Bolton               | 11 218                     | 17,87                      |
|                            | Verdi                                     | Deanna Nicholson           | 2 234                      | 3,56                       |
|                            | Monster Raving Loony                      | Baron Von Thunderclap      | 550                        | 0,88                       |
|                            | Advance                                   | Brett Mortensen            | 47                         | 0,07                       |
|                            |                                           |                            |                            |                            |
| Iscritti                   | Iscritti                                  | Iscritti                   | 85 140                     | 100,00                     |
| ↳ Votanti (% su iscritti)  | ↳ Votanti (% su iscritti)                 | ↳ Votanti (% su iscritti)  | 62 762                     | 73,72                      |
| ↳ Astenuti (% su iscritti) | ↳ Astenuti (% su iscritti)                | ↳ Astenuti (% su iscritti) | 22 378                     | 26,28                      |
|                            |                                           |                            |                            |                            |
|                            | Esito: collegio confermato a Conservatore |                            |                            |                            |

| Partito                    | Partito                                   | Candidato                  | Risultati 8 giugno 2017 | Risultati 8 giugno 2017 |
| Partito                    | Partito                                   | Candidato                  | Voti                    | %                       |
| -------------------------- | ----------------------------------------- | -------------------------- | ----------------------- | ----------------------- |
|                            | Conservatore                              | Nicholas Soames            | 35 082                  | 56,92                   |
|                            | Laburista                                 | Greg Mountain              | 15 409                  | 25,00                   |
|                            | Lib Dem                                   | Sarah Osborne              | 7 855                   | 12,75                   |
|                            | Verdi                                     | Chris Jerry                | 1 571                   | 2,55                    |
|                            | UKIP                                      | Toby Brothers              | 1 251                   | 2,03                    |
|                            | Monster Raving Loony                      | Baron Von Thunderclap      | 464                     | 0,75                    |
|                            |                                           |                            |                         |                         |
| Iscritti                   | Iscritti                                  | Iscritti                   | 84 659                  | 100,00                  |
| ↳ Votanti (% su iscritti)  | ↳ Votanti (% su iscritti)                 | ↳ Votanti (% su iscritti)  | 61 632                  | 72,80                   |
| ↳ Astenuti (% su iscritti) | ↳ Astenuti (% su iscritti)                | ↳ Astenuti (% su iscritti) | 23 027                  | 27,20                   |
|                            |                                           |                            |                         |                         |
|                            | Esito: collegio confermato a Conservatore |                            |                         |                         |

| Partito                    | Partito                                   | Candidato                  | Risultati 7 maggio 2015 | Risultati 7 maggio 2015 |
| Partito                    | Partito                                   | Candidato                  | Voti                    | %                       |
| -------------------------- | ----------------------------------------- | -------------------------- | ----------------------- | ----------------------- |
|                            | Conservatore                              | Nicholas Soames            | 32 268                  | 56,13                   |
|                            | Laburista                                 | Greg Mountain              | 7 982                   | 13,88                   |
|                            | UKIP                                      | Toby Brothers              | 6 898                   | 12,00                   |
|                            | Lib Dem                                   | Daisy Cooper               | 6 604                   | 11,49                   |
|                            | Verdi                                     | Miranda Diboll             | 2 453                   | 4,27                    |
|                            | Indipendente                              | Beki Adam                  | 958                     | 1,67                    |
|                            | Monster Raving Loony                      | Baron Von Thunderclap      | 329                     | 0,57                    |
|                            |                                           |                            |                         |                         |
| Iscritti                   | Iscritti                                  | Iscritti                   | 79 518                  | 100,00                  |
| ↳ Votanti (% su iscritti)  | ↳ Votanti (% su iscritti)                 | ↳ Votanti (% su iscritti)  | 57 492                  | 72,30                   |
| ↳ Astenuti (% su iscritti) | ↳ Astenuti (% su iscritti)                | ↳ Astenuti (% su iscritti) | 22 026                  | 27,70                   |
|                            |                                           |                            |                         |                         |
|                            | Esito: collegio confermato a Conservatore |                            |                         |                         |

| Partito                    | Partito                                   | Candidato                  | Risultati 6 maggio 2010 | Risultati 6 maggio 2010 |
| Partito                    | Partito                                   | Candidato                  | Voti                    | %                       |
| -------------------------- | ----------------------------------------- | -------------------------- | ----------------------- | ----------------------- |
|                            | Conservatore                              | Nicholas Soames            | 28 329                  | 50,72                   |
|                            | Lib Dem                                   | Serena Tierney             | 20 927                  | 37,47                   |
|                            | Laburista                                 | David Boot                 | 3 689                   | 6,60                    |
|                            | UKIP                                      | Marc Montgomery            | 1 423                   | 2,55                    |
|                            | Verdi                                     | Paul Brown                 | 645                     | 1,15                    |
|                            | BNP                                       | Stuart Minihane            | 583                     | 1,04                    |
|                            | Monster Raving Loony                      | Baron Von Thunderclap      | 259                     | 0,46                    |
|                            |                                           |                            |                         |                         |
| Iscritti                   | Iscritti                                  | Iscritti                   | 77 147                  | 100,00                  |
| ↳ Votanti (% su iscritti)  | ↳ Votanti (% su iscritti)                 | ↳ Votanti (% su iscritti)  | 55 855                  | 72,40                   |
| ↳ Astenuti (% su iscritti) | ↳ Astenuti (% su iscritti)                | ↳ Astenuti (% su iscritti) | 21 292                  | 27,60                   |
|                            |                                           |                            |                         |                         |
|                            | Esito: collegio confermato a Conservatore |                            |                         |                         |

### Elezioni negli anni 2000
| Partito                    | Partito                                   | Candidato                  | Risultati 5 maggio 2005 | Risultati 5 maggio 2005 |
| Partito                    | Partito                                   | Candidato                  | Voti                    | %                       |
| -------------------------- | ----------------------------------------- | -------------------------- | ----------------------- | ----------------------- |
|                            | Conservatore                              | Nicholas Soames            | 23 765                  | 48,02                   |
|                            | Lib Dem                                   | Serena Tierney             | 17 875                  | 36,12                   |
|                            | Laburista                                 | Robert Fromant             | 6 280                   | 12,69                   |
|                            | UKIP                                      | Harold Piggott             | 1 574                   | 3,18                    |
|                            |                                           |                            |                         |                         |
| Iscritti                   | Iscritti                                  | Iscritti                   | 72 148                  | 100,00                  |
| ↳ Votanti (% su iscritti)  | ↳ Votanti (% su iscritti)                 | ↳ Votanti (% su iscritti)  | 49 494                  | 68,60                   |
| ↳ Astenuti (% su iscritti) | ↳ Astenuti (% su iscritti)                | ↳ Astenuti (% su iscritti) | 22 654                  | 31,40                   |
|                            |                                           |                            |                         |                         |
|                            | Esito: collegio confermato a Conservatore |                            |                         |                         |

| Partito                    | Partito                                   | Candidato                   | Risultati 7 giugno 2001 | Risultati 7 giugno 2001 |
| Partito                    | Partito                                   | Candidato                   | Voti                    | %                       |
| -------------------------- | ----------------------------------------- | --------------------------- | ----------------------- | ----------------------- |
|                            | Conservatore                              | Nicholas Soames             | 21 150                  | 46,16                   |
|                            | Lib Dem                                   | Lesley Wilkins              | 14 252                  | 31,10                   |
|                            | Laburista                                 | Paul Mitchell               | 8 693                   | 18,97                   |
|                            | UKIP                                      | Petrina Holdsworth          | 1 126                   | 2,46                    |
|                            | Monster Raving Loony                      | Baron Von Thunderclap Berry | 601                     | 1,31                    |
|                            |                                           |                             |                         |                         |
| Iscritti                   | Iscritti                                  | Iscritti                    | 70 604                  | 100,00                  |
| ↳ Votanti (% su iscritti)  | ↳ Votanti (% su iscritti)                 | ↳ Votanti (% su iscritti)   | 45 822                  | 64,90                   |
| ↳ Astenuti (% su iscritti) | ↳ Astenuti (% su iscritti)                | ↳ Astenuti (% su iscritti)  | 24 782                  | 35,10                   |
|                            |                                           |                             |                         |                         |
|                            | Esito: collegio confermato a Conservatore |                             |                         |                         |

## Risultati dei referendum
|  | Collegio    | Lasciare UE % | Rimanere in UE % |
|  | ----------- | ------------- | ---------------- |
|  | Mid Sussex  | 46,6%         | 53,4%            |
|  | Inghilterra | 53,3%         | 46,7%            |
|  | Regno Unito | 51,9%         | 48,1%            |